# Exceptis excipiendis
Exceptis excipiendis (łac. „z wyłączeniem tego, co należy wyłączyć”; „z wyjątkiem tego, co jest wyjątkiem”) – zwrot mający na celu zwrócenie uwagi, że rozważana sytuacja jest analogiczna do innej, przytaczanej jako przykład, o ile uwzględnić różnice wynikające z odmiennych warunków.
Przykład:
„Często można się spotkać z utyskiwaniem na niejasny i zawiły sposób, w który filozofowie niekiedy wyrażają swe myśli. Zwłaszcza o filozofach niemieckich utarło się zdanie, że styl ich bywa wielce nieprzejrzysty. I trudno – exceptis excipiendis – zdaniu temu odmówić słuszności, choć nie można zaprzeczyć, że bywają też filozofowie innych narodowości obarczeni – chociaż rzadziej – tą samą wadą.”